# 2023年加拿大野火
2023年加拿大野火是指自2023年3月起在加拿大持续发生的一系列野火。6月27日，加拿大方面表示，2023年成为加拿大有史以来野火最严重的一年。至2023年7月，本次野火已超越2020年美国西部野火，成为北美历史上有记录以来最严重的一次野火季。
野火产生的雾霾导致加拿大和美国大范围空气质量下降。在6月底，雾霾甚至越过大西洋到达了欧洲。截至7月16日，本季野火已产生4,147场火灾，烧毁了10,005,903公顷（24,725,125英亩）的土地，有883场野火仍然活跃，而其中580场目前仍被认为处在“失控”状态，已有两名消防人员在参与扑灭野火时殉職。截至8月17日，共发生5,765起火灾，烧毁面积达13,749,167公顷。截至18日，加全国仍有约1000处在燃野火，其中380多处位于不列颠哥伦比亚省，230多处在加拿大西北地区。截至9月7日，加拿大全国仍有1000多处在燃野火，其中大约650处野火处于失控状态。累计过火面积已经超过16.6万平方公里。

## 背景
加拿大野火的性質有所改變：總括來説，自1970年代和80年代起，國內年度野火宗數下降，但受焚範圍則有所上升。自1959年起，受焚面積逾200公頃（490英畝）的大型野火數目上升，而平均野火季長度亦增加兩個星期。加拿大野火季通常於5月展開。2023年野火與2016年麥克默里堡森林大火和2021年利頓森林大火相提並論。
受氣候變化影響，當地天氣較以往溫暖和乾燥，植被因此較易燃，從而增加野火風險。一度冷鋒於5月18日一周掠過，連帶的風力助長野火。聯邦公共安全部長比爾·布萊爾表示：「在野火季展開之際出現這些狀況為前所未有。受氣候變化影響，類似的極端天氣頻率和嚴重程度在全國皆有可能繼續上升。」 2023年北美西部熱浪亦令亞伯達省火勢加劇。
加拿大過半數野火為閃電所致；氣候變化亦導致閃電燃起的野火宗數上升，而到了21世紀末國內雷擊次數亦預期會較現時倍增。受野火焚毀的土地面積中，85%可歸咎於閃電燃起的野火。國內其餘半數野火屬人為產生，多為無意引發，主要由未完全熄滅的煙頭、營火、或火車煞車時產生的火花等引起。國內野火起因中，縱火行為僅佔少數。

## 西北地區
8月14日，西北地区进入紧急状态。截至18日，西北地区首府耶洛奈夫已有1.9万名居民被疏散。截至21日，西北地區68%居民已撤離。覆蓋耶洛奈夫、德塔（Dettah）和恩迪洛（N'dilo）的疏散令於9月6日撤消，居民從同日起返回耶洛奈夫；截至9月8日約有千名居民乘飛機返回家園。

## 不列颠哥伦比亚省
截至6月2日，不列颠哥伦比亚省各地已發生54起火災。官員估計該省約一半的野火是由人類活動引起的。
在不列顛哥倫比亞省東北部，唐尼溪（Donnie Creek）野火成為該省歷史上最大的單一野火；它於6月18日達到這一狀態。截至6月24日，大火燃燒面積超過5,648平方公里（2,180平方英里）。
受卡梅倫懸崖（Cameron Bluffs）山火影響，通往溫哥華島西部艾伯尼港、托菲諾和尤克盧利特鎮的卑詩省4號公路被切斷超過兩週。
截至7月15日，不列顛哥倫比亞省共有377起活躍野火，其中20起被列為「高度可見、具有威脅性或潛在破壞性的『值得注意的野火』」。

### 疏散
5月初，由於不列顛哥倫比亞省山火失控，部分居民撤離家園。5月22日左右，溫哥華以北的Tzenzaicut Lake附近的居民被疏散。
6月初，官員建議不列颠哥伦比亚省民眾做好必要時撤離的準備。截至7月15日，全省已下達近70條疏散令。
8月，麥克杜格爾溪（McDougall Creek）野火蔓延至6,800公頃，卑詩省省長尹大衛宣布西基隆拿市進入緊急狀態。英屬哥倫比亞大學奧卡納干分校校區和附近的一些郊區已收到疏散令。8月18日，不列颠哥伦比亚省宣布进入紧急状态。截至8月19日，至少有35,000人受疏散令影響，另外3萬人則受疏散警報影響。